# ソビエト山脈
ソビエト山脈（Montes Sovietici）は、月の裏側に発見したと発表されたが、実在しなかった山脈である。
1959年、ソ連の月探査機ルナ3号が人類で初めて月の裏を撮影した。このときの写真は月から7万km離れた所から撮影されたためきわめて不鮮明なものだったが、いくつかの地形が発見された。その1つがソビエト山脈であり、東経111度北緯19度から東経124度南緯5度に延びているとされた。月の東の縁にある縁の海・スミス海のさらに東、モスクワの海との間になる。
ソ連の天文学者たちは、1960年、『月の裏側の地図帳』 Atlas of the Far Side of the Moon (編者: N・P・バラバショフ、A・A・ミハイロフ、Y・N・リプスキー、モスクワ、1960) を出版し、発見した地形に命名した。ただしこれらの地名のいくつかは、月の表での命名の慣習を無視しており、ソビエト山脈も、山脈にはアルプス山脈など地球の山脈の名前をつけるという慣習を無視していた。国際天文学連合 (IAU) はソ連の命名を承認したが、以後は明確なルールを定めるようになった。
しかしその後の鮮明な写真で、ソビエト山脈が存在しないことが明らかになった。そこには、新しく鮮明なクレーターであるネコ、それから延びる光条、いくつかの小さなクレーターが連なって、線状のイメージを作っていた。これが光の角度と不鮮明な写真により山脈に見えたと考えられている。なお、これ以外の月面裏地形では「夢の海（Mare Desiderii）」という海も南半球西部に報告されていたが、こちらも以後の観測で確認できず（この区域には「賢者の海」という海があるが別物）、実在しないことが分かった。